# 안동 김씨 효부각
안동김씨 효부각은 충청북도 청주시 청원구에 있다. 2015년 4월 17일 청주시의 향토유적 제131호로 지정되었다.

## 개요
1887년 풍천임씨 임시대의 처 안동김씨의 효행을 기리기 위해 세운 정려각이다.